# Paleomagnetismus
Paleomagnetismus je odvětví geomagnetismu, které na základě studia zbytkového magnetismu některých hornin zkoumá rozložení geomagnetického pole a jeho změny v jednotlivých geologických obdobích. Na základě výzkumů je možné si utvořit představu o fungování mechanismu geomagnetického dynama, o pohybech zemské kůry atd.
Metoda je založena na magnetizaci kovových částic v horninách, které se buď během fáze roztavení hornin orientují ve směru geomagnetického pole (převážně magnetit) či na sedimentárních horninách, kde se částice orientují během sedimentace (hematit).
Archeomagnetismus pak slouží k určování v archeologii.